# Future World
《Future World》是日本樂隊Every Little Thing於1996年10月23日公開的第二首作品。

## 關於
- 於前作「Feel My Heart」發售不足兩個月後推出。
- 在日本電視節目「歌番」作第一次演出，不過沒有Talk環節。
- 主唱持田香織在錄制歌曲時，曾把歌詞中的「Future」錯讀成「Futurn」，幸好被五十嵐充發現。
- Feel My Heart的音樂錄像是在新宿區的東京歌劇城的天台上拍攝的，並出動直升機作上空攝影。

## 收錄曲
1. Future World
2. Season
3. Future World (Instrumental)
4. Season (Instrumental)